# Zilla Huma Usman
Zilla Huma Usman (* 16. September 1971; † 20. Februar 2007 in Gujranwala) war eine pakistanische Politikerin und Frauenrechtsaktivistin.
Zilla Huma Usman schloss ihr Studium der Politikwissenschaften an der University of the Punjab in Lahore  1998 ab. 2002 wurde sie als Abgeordnete der Muslim League ins Parlament gewählt. Zwischen 2003 und 2006 hatte sie das Amt einer Staatssekretärin inne, bis sie im Dezember 2006 zur Ministerin für Soziales berufen wurde. Kraft ihres Amtes konzentrierte sie sich vor allem auf die Bekämpfung von Gewalt gegen Frauen.
Im April 2005 initiierte Zilla Huma Usman einen Mini-Marathon in Gujranwala, bei dem auch Frauen mitlaufen sollten. Die Veranstaltung führte zu Unruhen in der Stadt, die durch Aktivisten ausgelöst wurden, die den Lauf verhindern wollten.
Am 20. Februar 2007 wurde Zilla Huma Usman in Gujranwala, wo sie eine Rede halten wollte, erschossen. Der Attentäter, Mohammed Sarwar, war laut Berichten von ihrer Weigerung, sich nach dem islamischen Kleidungsordnung zu richten, und einer Abneigung für die Einbeziehung von Frauen in politische Angelegenheiten motiviert. Zilla Huma Usman trug, wie viele Frauen in Pakistan, einen Shalwar Kameez, jedoch ohne einen die Haare bedeckenden Schal. 
Zilla Huma Usman war verheiratet und hatte zwei Söhne.
Am 20. März 2007 wurde Mohammed Sarwar zum Tode verurteilt.